# Evgenij Sivoželez
Evgenij Igorevič Sivoželez (in russo Евгений Игоревич Сивожелез?; Čajkovskij, 6 agosto 1986) è un pallavolista russo.
Gioca nel ruolo di schiacciatore nello Zenit San Pietroburgo.

## Carriera
La carriera di Evgenij Sivoželez inizia a livello giovanile nel 2000 nel settore giovanile del Samotlor; promosso in prima squadra nel 2004, ottiene la promozione dalla Lega Maggiore A in Superliga nel 2007, debuttando nella massima serie nella stagione 2007-08, nella quale ottiene con il suo club la permanenza nella categoria. Negli stessi anni fa parte delle nazionali giovanili russe, vincendo il campionato mondiale Under-21 2005.
Nella stagione 2008-09 viene ingaggiato dalla Dinamo Mosca per due stagioni, con la quale vince un campionato, una Coppa di Russia e due edizioni della Supercoppa russa; nel 2009 esordisce in nazionale maggiore, vincendo la medaglia di bronzo alla World League. Nel campionato 2010-11 passa al Fakel; con la nazionale nel 2011 vince la XXVI Universiade e la Coppa del Mondo.
Nella stagione 2011-12 viene ingaggiato dallo Zenit-Kazan, dove resta per sei annate, aggiudicandosi quattro Supercoppe russe, quattro Champions League, cinque scudetti e tre Coppe di Russia; con la nazionale vince la medaglia d'oro al campionato europeo 2013 e quella d'argento alla Grand Champions Cup 2013.
Per il campionato 2017-18 si accasa allo Zenit San Pietroburgo, sempre in Superliga.

## Palmarès

### Club
- Campionato russo: 6

2007-08, 2011-12, 2013-14, 2014-15, 2015-16, 2016-17
- Coppa di Russia: 4

2008, 2014, 2015, 2016
- Supercoppa russa: 6

2008, 2009, 2011, 2012, 2015, 2016
- Champions League: 4

2011-12, 2014-15, 2015-16, 2016-17

### Nazionale (competizioni minori)
- Campionato mondiale Under-21 2005
- Universiade 2011
- Memorial Hubert Wagner 2013